# Филипп III (граф Ганау-Мюнценберга)
Филипп III Ганау-Мюнценбергский (нем. Philipp III. von Hanau-Münzenberg; 30 ноября 1526 — 14 ноября 1561) — дворянин Священной Римской империи.

## Биография
Сын графа Филиппа II. Так как отец скончался, когда сыну было всего три года, Имперский камеральный суд образовал для опеки над графством регентский совет, в который вошли Юлиана Штольбергская (мать Филиппа III), Вильгельм I Нассау-Дилленбургский (за время опеки женившийся на Юлиане Штольбергской), Бальтазар Ганау-Мюнценбергский (дядя Филиппа III, умер до окончания срока опеки) и Рейнхард I Зольм-Хоэнзольм-Лихский.
Филипп и его младший брат Рейнхард учились в университетах в Майнце и Ингольштадте. Затем они отправились в гран-тур, в ходе которого посетили Антверпен, Мехелен, Лёвен, Брюссель, Бреду и Страсбург. Оттуда они направились в Буксвиллер, являвшийся столицей родственного графства Ганау-Лихтенберг, а затем во Францию, где учились в Орлеанском и Буржском университетах.
Ещё во время регентства в графстве начала распространяться Реформация. Если Бальтазар Ганау-Мюнценбергский был активным сторонником реформаторских идей, то Рейнхард I Зольм-Хоэнзольм-Лихский наоборот, противился им. Реформация внедрялась постепенно: священников не убирали с их постов, просто когда вакансии освобождались — их отдавали приверженцам Реформации. Таким образом, хотя католичество официально и не запрещалось, количество католических священников постепенно уменьшалось.
В 1644 году Филипп III был объявлен совершеннолетним, хотя ему было всего 18 лет (в то время согласно обычному праву совершеннолетие наступало в 25 лет).
Граф Филипп III Ганау-Мюнценбергский тесно сошёлся с графом Филиппом III Ринекским. Когда стало очевидным, что тот, скорее всего, умрёт, не оставив наследников мужского пола, он обратился к императору Карлу V с просьбой разрешить, чтобы Ринек был завещан Ганау-Мюнценбергу; одним из аргументов была схожесть гербов двух графств, якобы свидетельствующая о том, что правящие в них линии происходят от общего предка. В 1555 году такое разрешение было дано, однако в том же году император Карл V отрёкся от престола, и Филипп III Ганау-Мюнценбергский попытался в 1558 году на Аугсбургском рейхстаге получить подтверждение этого разрешения у его преемника — императора Фердинанда I. Однако он забыл захватить с собой бумагу с печатью Карла V, и поэтому Фердинанд I, не смог тогда подтвердить её, а граф Филипп III Ринекский скончался 3 сентября 1559 года — до того, как эту ошибку оказалось возможным исправить. В результате Филипп III Ганау-Мюнценбергский смог унаследовать только герб и титул «граф Ринекский», а земли ринекского графства отошли Майнцскому курфюршеству и Вюрцбургскому княжеству-епископству.
В 1561 году Филипп приобрёл замок Наумбург (бывшее Наумбургское аббатство) вместе с принадлежавшими ему деревнями Брухкёбель, Оберисзигхайм и Кессельштадт. В том же году он скончался.

## Семья и дети
22 ноября 1551 года Филипп III женился Елене Пфальц-Зиммернской. У них было пятеро детей:
1. Филипп Людвиг I (1553—1580), унаследовавший титул
2. Доротея (1556—1638), которая вышла замуж сначала за Антона Ортенбургского, а потом — за Вольрада Гляйхен-Кранихфельд-Эренштайн-Бланкенхайнского
3. Рейнхард Вильгельм (1557—1558)
4. Иоганн Филипп (1559—1560)
5. Мария (1562—1605), которая замуж не выходила